# Sudski penali
Sudski penali  su institut obligacionog prava i predstavljaju efikasno sredstvo prinude na dužnika da izvrši svoju nenovčanu obavezu utvrđenu pravnosnažnom sudskom odlukom.
Ustanova sudskih penala potiče iz francuskog prava.
ZOO 294.:
Kad dužnik ne izvrši o roku neku svoju nenovčanu obavezu utvrđenu pravnosnažnom odlukom, sud može, na zahtev poverioca, odrediti dužniku naknadni primeren rok i izreći, radi uticanja na dužnika i nezavisno od svake štete da će, ako ne izvrši svoju obvezu u tom roku, biti dužan isplatiti poveriocu određen iznos novca za svaki dan zakašnjenja, ili koju drugu jedinicu vremena, počev od isteka tog roka.
Kad dužnik naknadno ispuni obvaezu, sud može smanjiti tako određenu svotu, vodeći računa o svrsi zbog koje je naredio njezino plaćanje.
OBILJEZJA:
1. nenovčana obaveza
2. obaveza utvrđena pravosnažnom sudskom presudom
3. sud izriče da će dužnik biti dužan da plati izvjesnu svotu novca
4. ako svoju prethodnu obavezu nije ispunio ni u naknadnom primjerenom roku, obaveza se sastoji u isplati određene svote novca
5. sud može smanjiti svotu vodeći računa o svrsi.